# Gnowee

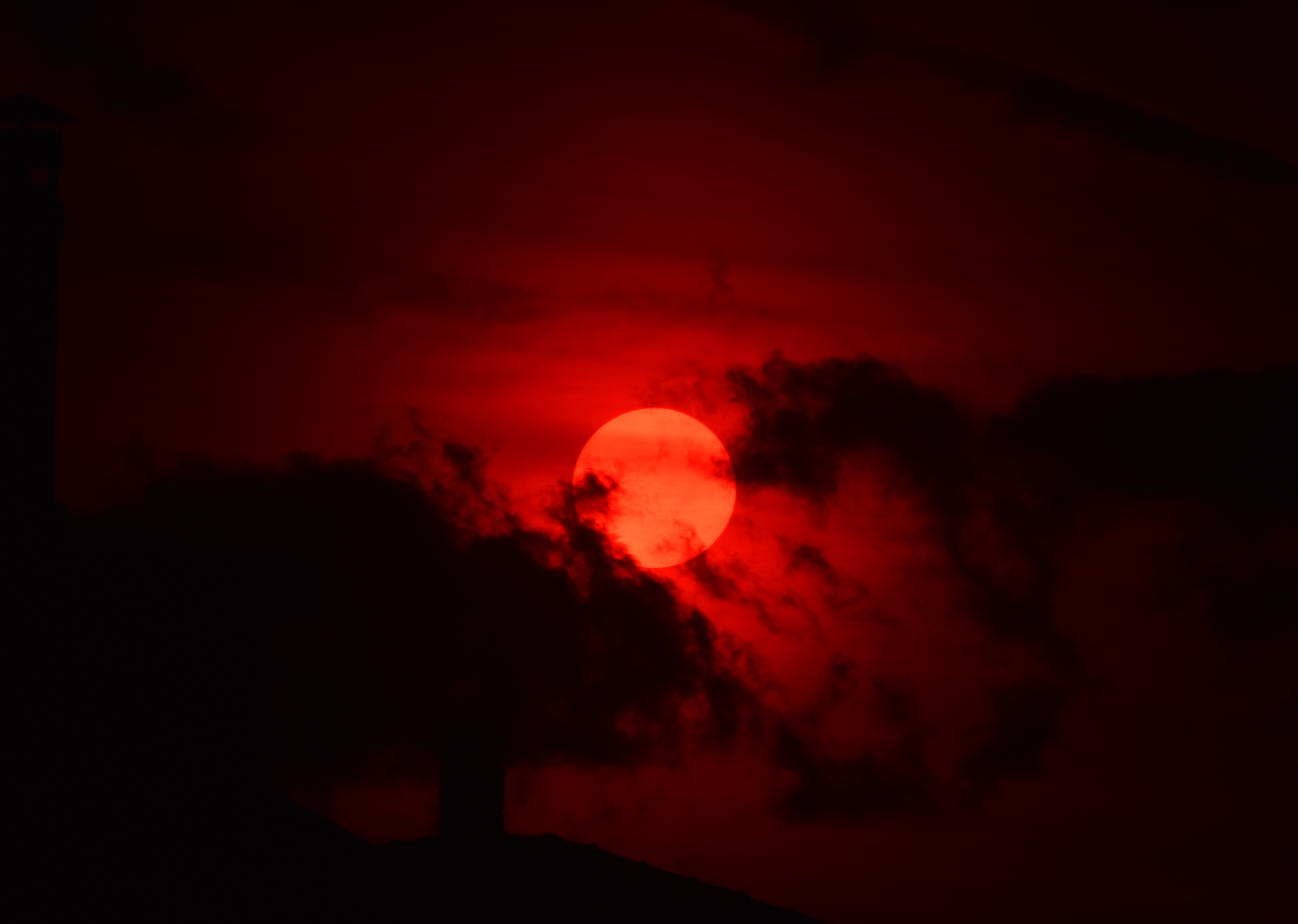
Le Soleil.

Dans la mythologie aborigène, Gnowee est une déesse solaire qui vivait déjà sur la Terre avant qu'il n'y ait un Soleil,. 
La légende raconte que le bébé de Gnowee s'éloigna alors qu'elle récoltait des ignames, et lorsqu'elle partit à sa recherche, elle emporta avec elle une grande torche. Elle la porte encore, et sa torche est le Soleil.

## À voir aussi
- Wuriupranili